# The Ethiopians
The Ethiopians es una banda de ska, rocksteady y reggae formada por Leonard "Sparrow" Dillon (nacido el 9 de diciembre de 1942 en Port Antonio, Jamaica), Stephen Taylor y Aston Morris.
El grupo comenzó a grabar para Clement Dodd en 1966, obteniendo grandes éxitos en la década de los 70.

## Álbumes
- Engine '54: Let's Ska and Rock Steady - (1968) - Jamaican Gold Records
- Reggae Power - (1969)
- Woman a Capture Man - (1970) - Trojan Records
- Slave Call - (1977) - Heartbeat Records
- Dread Prophecy - (1989) - Nighthawk Records
- Let's Ska and Rock Steady - (1990) - VP Records
- Clap Your Hands - (1993) - Lagoon
- Sir J.J. & Friends - (1993) - Lagoon
- Owner Fer De Yard - (1994) - Heartbeat
- Train to Skaville - (1999) - Charly
- Tuffer Than Stone - (1999) - Warriors
- Skaville Princess - (2000) - Dressed to Kill
- Train to Skaville: Anthology 1965-1975 - (2002) - Trojan (álbum recopilatorio)[2]